# Marian Wardzała
Marian Wardzała (ur. 14 sierpnia 1950 w Jodłówce-Wałki) – polski żużlowiec i trener sportu żużlowego. Ojciec Roberta, żużlowca i polityka.

## Życiorys
Występował w barwach Unii Tarnów w latach 1968–1988. Jako zawodnik zajął m.in. 4. miejsce w Młodzieżowych Indywidualnych Mistrzostwach Polski w 1973. Zajął 1. miejsce w plebiscycie tygodnika „Tarnowskie Azoty” na najpopularniejszego sportowca w Tarnowie za 1985.
Po zakończeniu kariery zawodniczej podjął w klubie pracę trenera; po raz pierwszy został szkoleniowcem zespołu seniorów w 1992, zdobywając w 1994 wicemistrzostwo Polski. Ponownie objął zespół Unii Tarnów w 1997, uzyskując w 2001 awans do I ligi żużlowej, a w 2003 do najwyższego poziomu rozgrywek. W 2004 i 2005 prowadzona przez niego drużyna zdobywała tytuły drużynowych mistrzów Polski, a jego wychowankowie z powodzeniem walczyli w zawodach indywidualnych, m.in. Janusz Kołodziej zdobył tytuł indywidualnego mistrza Polski (2005), indywidualnego mistrza Polski juniorów (2004) oraz wicemistrza Europy juniorów (2003).
Marian Wardzała dwa razy został wybrany najlepszym trenerem Małopolski (2004, 2005). W sezonie 2010 był menedżerem tarnowskiej drużyny. W trakcie sezonu 2012 objął stanowisko trenera drużyny Lubelski Węgiel KMŻ, zastępując Grzegorza Dzikowskiego.
W 2010 ukazała się jego biografia zatytułowana Marian Wardzała – między wierszami. W 2014 z ramienia Platformy Obywatelskiej uzyskał mandat radnego Tarnowa. W 2018 z powodzeniem ubiegał się o reelekcję.